# Technōs Japan
Technōs Japan株式会社（株式会社テクノスジャパン，1981年12月－1996年，通常簡稱「Technos（テクノス）」）是日本一家已破產的電子遊戲開發公司，擅長於格鬥遊戲及運動遊戲，以開發出熱血系列和雙截龍系列而盛極一時。

## 歷史
Technōs Japan是在1981年12月由自Data East出走的以瀧邦夫為中心的開發人員所創立，第一代總部設於東京都新宿區西新宿，其後搬遷到歌舞伎町。其崛起的契機是在1986年5月於街機上推出的橫向格鬥動作遊戲《熱血硬派》；隔年1987年11月，又在街機上推出的球類運動遊戲《熱血高校躲避球部》（又譯「熱血躲避球」），兩款也是日後同類遊戲的元祖作品。由於兩款作品都博得極大人氣，成功打響了「熱血」的名號，所以Technōs Japan後來更專注於續作開發，陸續推出多款遊戲，形成了所謂的「熱血系列」。1987年，Technōs Japan除了推出《熱血高校躲避球部》之外，還延續上年《熱血硬派》的熱潮推出另一款格鬥動作遊戲《雙截龍》，同樣大受好評，之後也陸續推出續作，形成「雙截龍系列」。
雖然Technōs Japan靠著兩大人氣遊戲系列得到大量營收，但由於過度依賴這兩條產品線，以致後來創意枯竭，未能有人氣新作堀起；加上Technōs Japan於1991年用大量資金在東京都中野區新井建造了「Technōs中野大廈（テクノス中野ビル）」（大廈於1992年11月落成入伙，並且作為其新總部），以致泡沫經濟崩壞時被沈重的利息負擔所壓垮，1995年12月15日停止營業，1996年宣告破產倒閉。Technōs中野大廈直至2013年10月1日才更名為「草莓中野北大樓（いちご中野ノースビル）」。

## 破產後
Technōs Japan的版權自破產後由當年的開發團隊新成立的Million公司（日語：株式会社ミリオン）所擁有（原Technōs Japan聯合創始人兼社長瀧邦夫擔任該公司的董事），以前由Atlus發行移植版、復刻版等，現在由亞克系統（Arc System Works）發行。2015年6月12日Million所擁有的Technōs Japan的版權全部轉讓給亞克系統。

## 註腳
1. ↑  . Arc System Works.   [2015年6月12日]. （原始内容存档于2015年6月12日）.

## 外部連結
- （日語）Technōs Japan特設頁面（Arc System Works）